# Фернанду-ди-Норонья
Фернанду-ди-Норонья (порт. Fernando de Noronha) — архипелаг вулканического происхождения, расположенный примерно в 350 километрах от северо-восточного побережья Бразилии и состоящий из 21 острова, а также маленьких островков и скал. Административно архипелаг относится к штату Пернамбуку.

## География

Карта архипелага Фернанду-ди-Норонья

Площадь архипелага равна 26 км², из них 17 км² занимает главный остров, высочайшая точка которого (как и всей группы) достигает высоты 756 метров над уровнем моря.

### Острова
| - Фернанду-ди-Норонья (Fernando de Noronha) - Рата (Ilha Rata) - Консеисау (Ilha da Conceição) - Сан-Жозе (Ilha de São José) - Шопо-ду-Нордесте (Ilha do Chapéu do Nordeste) | - Тринта-Реис (Ilha Trinta-Réis) - Раса (Ilha Rasa) - Шапо-ду-Суесте (Ilha Chapéu do Sueste) - Душ Овош (Ilho dos Ovos) | - Меио (Ilha do Meio) - Лусена (Ilha do Lucena) - Кускуз (Ilha do Cuscuz) - Кабелуда (Ilha Cabeluda) |

### Скалы
| - Морро-ду-Леау (Rochedo do Morro do Leão) - Морро-да-Виувиня (Rochedo do Morro da Viuvinha) - Села Жинета (Rochedo Sela Gineta) | - Скала острова Фраде (Rochedo da Ilha do Frade) - Педраш Секаш (Rochedo das Pedras Secas) - Диош Ирмауш (Rochedo Dois Irmãos) | - (Klippe bei Ilha dos Ovos) - (Klippe in der Nähe von Ponta das Caracas und Baía Sueste) |

## Природа и климат

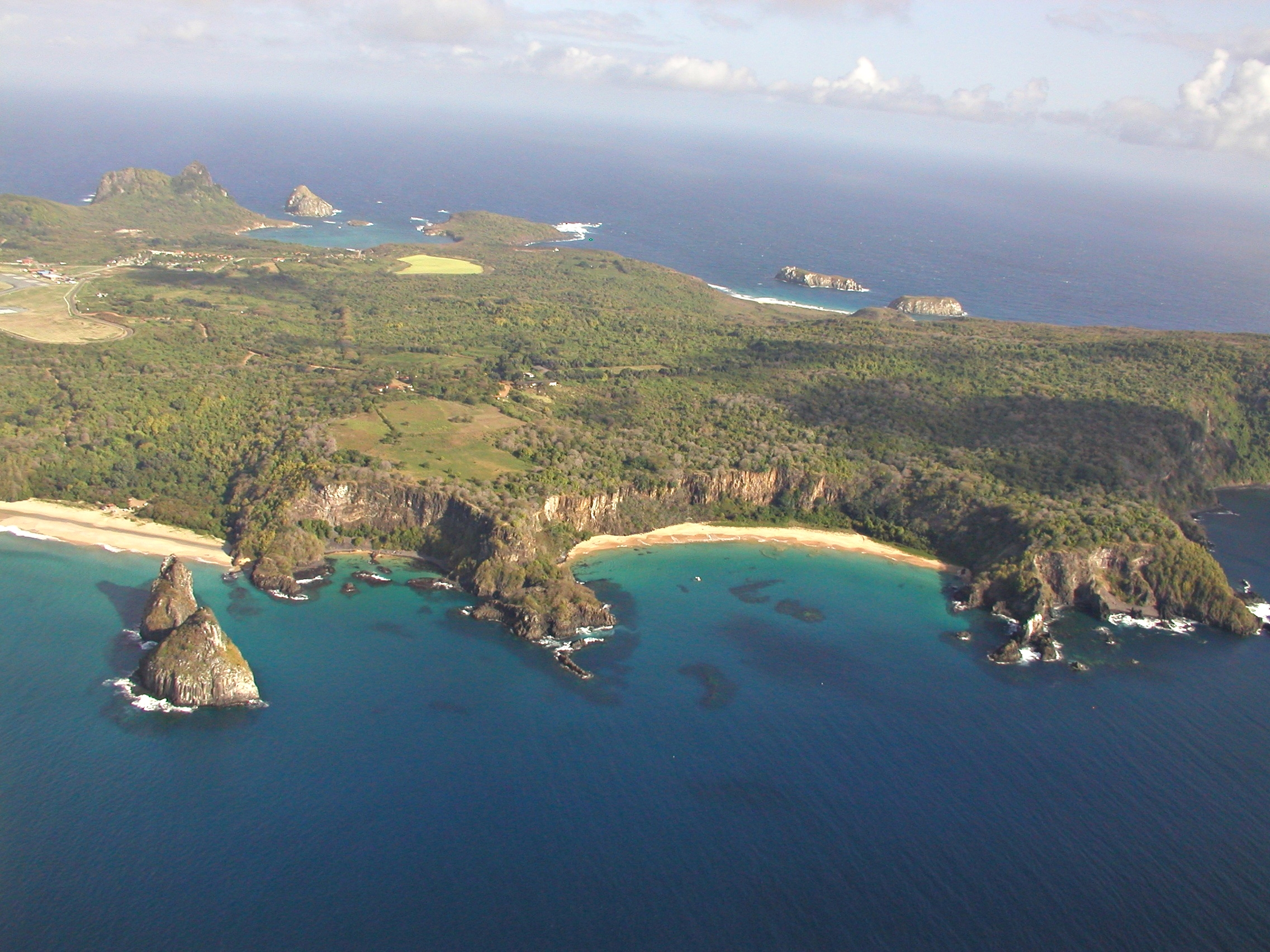
Вид с воздуха на остров Фернанду-ди-Норонья с пляжами Дойс-Ирмауш и Санчо.

Климат тропический: с января до августа — дождливый сезон, с августа до января — сухой. Острова покрыты травой, диким виноградом, кустарниками и атлантическими лесами. Животный мир характерен для удалённых островов: морские черепахи, дельфины в прибрежных водах и морские птицы. Также на архипелаге обитают два эндемичных вида птиц — Elaenia ridleyana и Vireo gracilirostris. Эндемиком острова также является ящерица Trachylepis atlantica. Появившиеся на острове в последние годы белые цапли уменьшают численность этих ящериц.
В 2001 году архипелаг Фернанду-ди-Норонья и атолл Рокас были объявлены Всемирным наследием ЮНЕСКО.

## История
Архипелаг был открыт в 1501 или 1502 году португальской экспедицией Лемуша либо Коэлью, в которой принимал участие Америго Веспуччи, а назван был в честь одного из спонсоров экспедиции — богатого еврея Фернанду де Нороньи. На острове долгое время находилась тюрьма, куда на кораблях привозили преступников из материковой части Бразилии. Во время Второй Мировой войны на этом архипелаге расположилась американская военная база, которая после неё и вплоть до 1987 года находилась в собственности бразильских вооруженных сил. В годы войны на территории главного острова также появился аэропорт, который действует по сей день.

## Население
В 2009 году на главном острове проживало 3108 человек. Другие острова также часто посещаемы, но постоянного населения не имеют.

## Туризм
Среди туристов архипелаг популярен как место для дайвинга и сёрфинга. Однако количество посетителей острова резко ограничено. В аэропорту посетителями платится налог как за посещение заповедника. Далее для посещения многочисленных пляжей необходимо приобрести специальную карточку.